# Cyttarophyllopsis
Cyttarophyllopsis är ett släkte av svampar. Cyttarophyllopsis ingår i familjen Bolbitiaceae, ordningen Agaricales, klassen Agaricomycetes, divisionen basidiesvampar och riket svampar.
|                   | Galeropsis                                     |
|                   |                                                |
|                   | Conocybe                                       |
|                   |                                                |
|                   | Pholiotina                                     |
|                   |                                                |
|                   | Bolbitius                                      |
|                   |                                                |
|                   | Rhodoarrhenia                                  |
|                   |                                                |
|                   | Galerella                                      |
|                   |                                                |
|                   | Tubariella                                     |
|                   |                                                |
| Cyttarophyllopsis | \| \| Cyttarophyllopsis cordispora \| \| \| \| |
|                   | \| \| Cyttarophyllopsis cordispora \| \| \| \| |
|                   | Tympanella                                     |
|                   |                                                |
|                   | Gymnoglossum                                   |
|                   |                                                |
|                   | Tubariopsis                                    |
|                   |                                                |
|                   | Ptychella                                      |
|                   |                                                |
|                   | Wielandomyces                                  |
|                   |                                                |
|                   | Agrogaster                                     |
|                   |                                                |
|                   | Cyttarophyllopsis cordispora                   |
|                   |                                                |

|  | Cyttarophyllopsis cordispora |
|  |                              |